# Molla Wagué
Molla Wagué (Vernon, 1991. február 21. –) mali válogatott labdarúgó.